# Ygrande
 Ygrande  es una población y comuna francesa, situada en la región de Auvernia, departamento de Allier, en el distrito de Moulins y cantón de Bourbon-l'Archambault.

## Demografía
| 1193 | 1094 | 952 | 901 | 827 | 781 |
| Para los censos de 1962 a 1999 la población legal corresponde a la población sin duplicidades (Fuente: INSEE [Consultar]) |      |     |     |     |     |